# Ų̄́
Ų̄́ (minuscule : ų̄́), appelé U macron accent aigu ogonek, est une lettre latine utilisée dans l’écriture du kaska.
Il s’agit de la lettre U diacritée d’un macron, d’un accent aigu et d’un ogonek.

## Usage informatique
Le U macron accent aigu ogonek peut être représenté avec les caractères Unicode suivants : 
- précomposé et normalisé NFC (latin étendu A, diacritiques) :

| formes    | représentations | chaînes de caractères | points de code       | descriptions                                                                |
| --------- | --------------- | --------------------- | -------------------- | --------------------------------------------------------------------------- |
| capitale  | Ų̄́               | Ų◌̄◌́                   | U+0172 U+0304 U+0301 | lettre majuscule latine u ogonek diacritique macron diacritique accent aigu |
| minuscule | ų̄́               | ų◌̄◌́                   | U+0173 U+0304 U+0301 | lettre minuscule latine u ogonek diacritique macron diacritique accent aigu |

- décomposé et normalisé NFD (latin de base, diacritiques) :

| formes    | représentations | chaînes de caractères | points de code              | descriptions                                                                            |
| --------- | --------------- | --------------------- | --------------------------- | --------------------------------------------------------------------------------------- |
| capitale  | Ų̄́               | U◌̨◌̄◌́                  | U+0055 U+0328 U+0304 U+0301 | lettre majuscule latine u diacritique ogonek diacritique macron diacritique accent aigu |
| minuscule | ų̄́               | u◌̨◌̄◌́                  | U+0075 U+0328 U+0304 U+0301 | lettre minuscule latine u diacritique ogonek diacritique macron diacritique accent aigu |